# Pernilla Karlsson
Pernilla Karlsson (* 11. Juni 1990 in Siuntio) ist eine finnlandschwedische Sängerin.

## Leben und Wirken
Die vorher völlig unbekannte Sängerin, die von Beruf Erzieherin ist und Singen nur als Hobby betrieb, wurde durch Televoting zur Siegerin des finnischen Vorentscheids Uuden Musiikin Kilpailu gekürt. Sie durfte daher mit dem schwedischsprachigen Walzer När jag blundar beim Halbfinale des Eurovision Song Contest 2012 in Baku auftreten. Sie konnte sich allerdings nicht für das Finale qualifizieren. Der Titel wurde von ihrem Bruder Jonas Karlsson, welcher in Helsinki ein eigenes Tonstudio betreibt, komponiert und getextet. 

## Diskografie
- 2012: När jag blundar